# Love & Life
Love & Life je řadová deska od americké zpěvačky Mary J. Blige, která vyšla v roce 2003.
Album mělo navázat na veleúspěšnou desku No More Drama, to se jí ale nepodařilo. Love & Life se sice dočkalo příznivé kritiky, ale je označováno za nejhorší desku v kariéře této Američanky.

## Seznam písní
1. Love & Life Intro (feat. Jay-Z & P. Diddy)
2. Don't Go
3. When We
4. Not Today (feat. Eve)
5. Finally Made It
6. Ooh!
7. Let Me Be the 1 (feat. 50 Cent)
8. Love @ 1st Sight (feat. Method Man)
9. Willing & Waiting
10. Free
11. Press On
12. Feel Like Makin' Love
13. Its a Wrap
14. Message in Our Music
15. All My Love
16. Special Part of Me
17. Ultimate Relationship
18. Didn't Mean
19. Whenever I Say Your Name (feat. Sting)
20. Happy Endings
21. If I Don't Love You This Way

| Hitparáda      | Umístění |
| -------------- | -------- |
| USA            | 1        |
| Velká Británie | 8        |
| Německo        | 21       |